# Pod koupalištěm (Mimoň)
Rybník pod mimoňským koupalištěm se nalézá asi 0,5 km severovýchodně od centra města Mimoň v okrese Česká Lípa. Rozloha vodní plochy činí 0,5 ha. Rybník využívá místní organizace Českého rybářského svazu pro chov ryb.

## Galerie

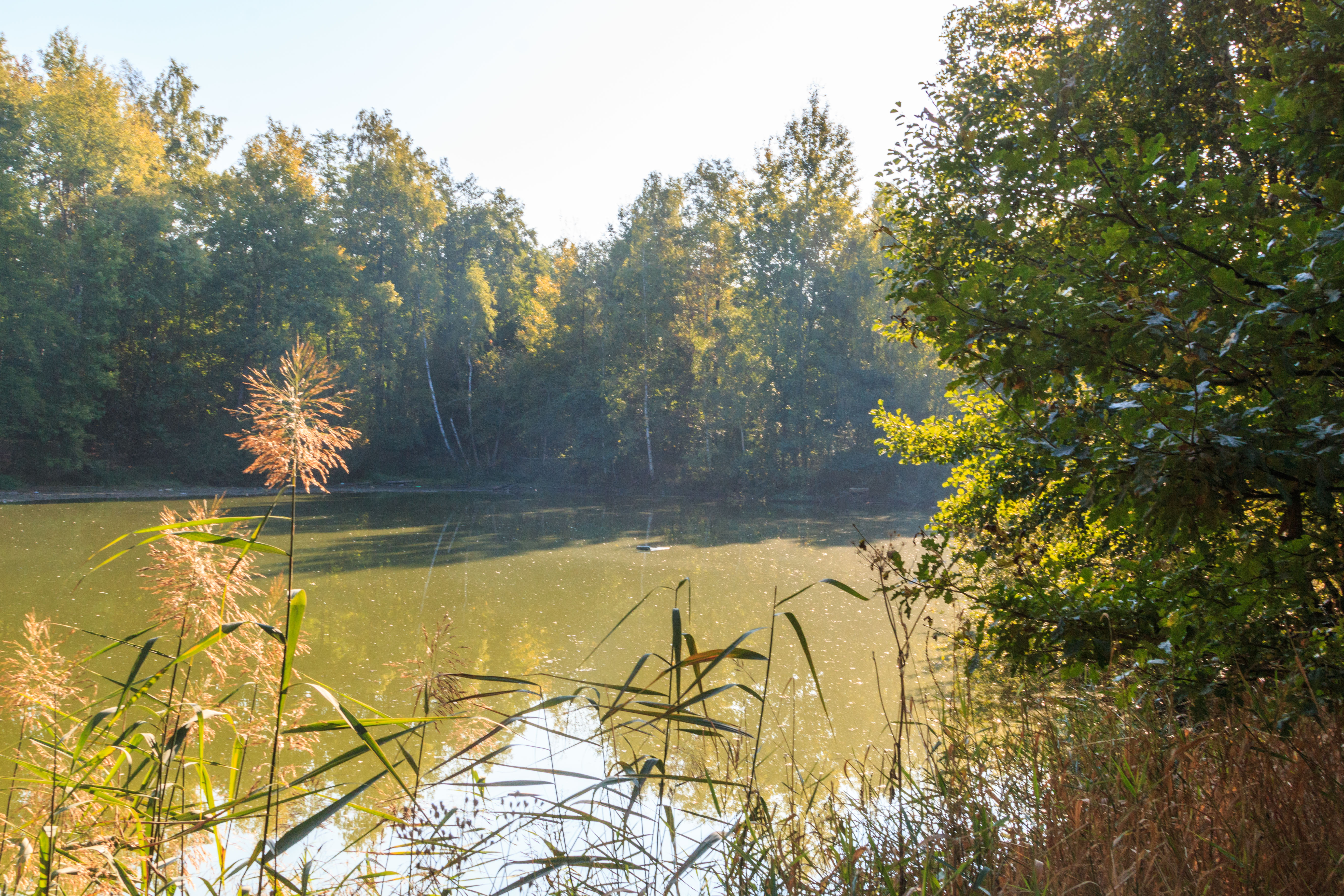
Rybník pod mimoňským koupalištěm
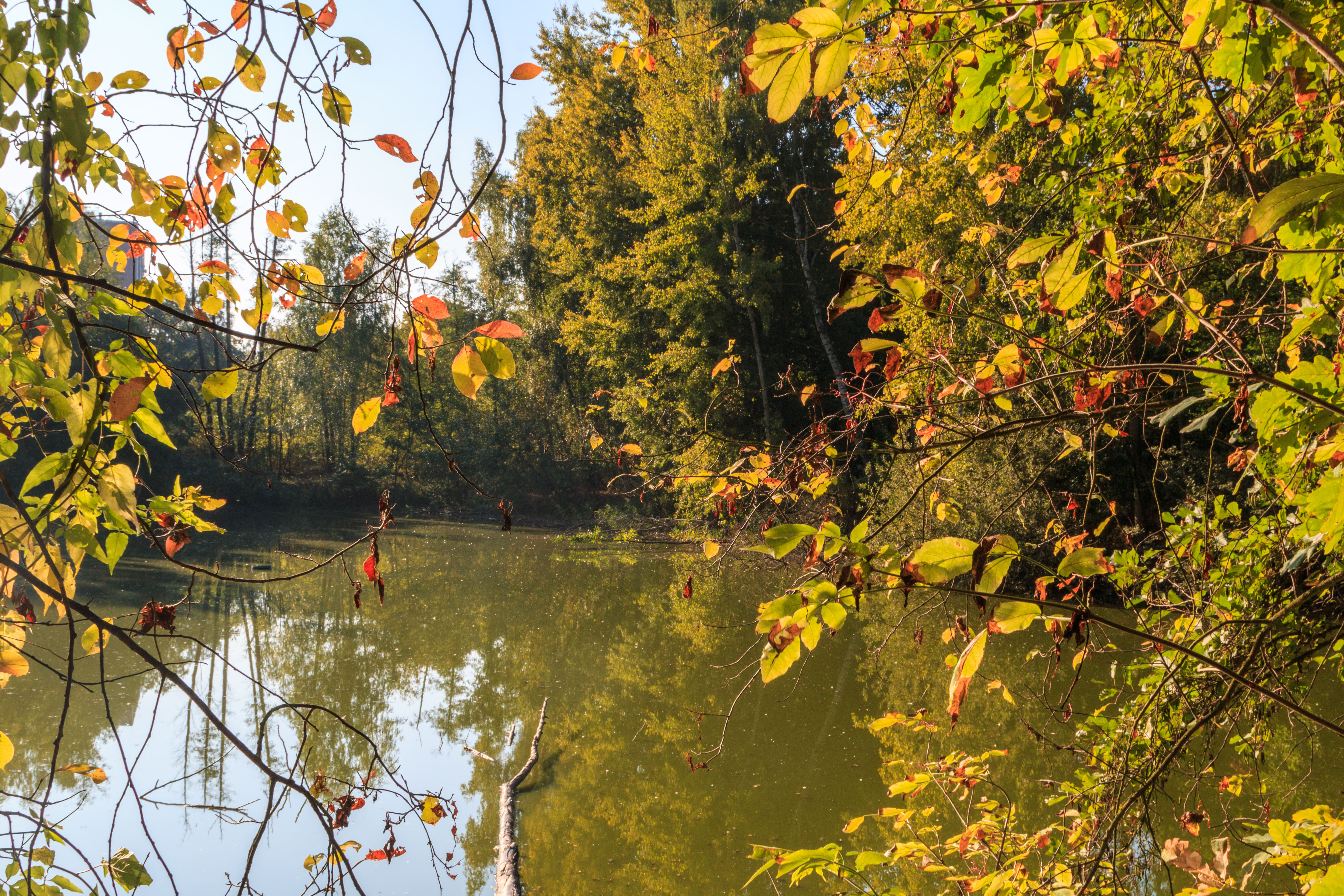
Rybník pod mimoňským koupalištěm